# Rocky Elsom
Rocky Elsom (ur. 14 lutego 1983 w Melbourne) – australijski rugbysta grający w trzeciej linii młyna, kapitan reprezentacji kraju, dwukrotny uczestnik Pucharu Świata, brązowy medalista z 2011, zwycięzca Pucharu Trzech Narodów 2011, triumfator Pucharu Heinekena w sezonie 2008/2009, juniorski wicemistrz świata z 2003.

## Kariera klubowa
W młodości uprawiał rugby league w klubie Noosa Pirates. W wieku czternastu lat wraz z bratem przeszedł do klubu rugby union Noosa Dolphins. Wybrany do zespołu reprezentującego Sunshine Coast został zauważony przez skautów Nudgee College, gdzie otrzymał następnie stypendium sportowe. Przez trzy lata występował w pierwszej drużynie tej szkoły, będąc jej kapitanem w roku 2000. Po ukończeniu szkoły powrócił do odmiany league i przez dwa sezony grał dla juniorskiego zespołu Canterbury Bulldogs zwyciężając z nim w stanowych rozgrywkach U-20, Jersey Flegg Cup.
W roku 2003 ponownie zmienił odmianę rugby i związał się z Waratahs, w którym szybko znalazł się w podstawowym składzie. Podpisawszy dwa trzyletnie kontrakty występował w zespole do roku 2008, a w tym czasie dwukrotnie uległ on w finale Super 12/14 nowozelandzkim Crusaders. Indywidualnie w 2007 roku zdobył zaś Matthew Burke Cup – wyróżnienie dla najlepszego gracza drużyny według samych zawodników.
W 2008 roku jednoroczną ofertę z możliwością przedłużenia o jeszcze jeden – według doniesień prasowych wartą 400 tysięcy euro za sezon – złożył mu irlandzki zespół Leinster. Zajął z nim trzecie miejsce w lidze oraz triumfował w Pucharze Heinekena. Znakomita forma w obu tych rozgrywkach przyniosła mu wyróżnienie dla najlepszego zawodnika Leinster oraz miejsce w najlepszej piętnastce ligi i europejskich pucharów.
Chcąc kwalifikować się do gry w reprezentacji powrócił do Australii i w maju 2009 roku podpisał dwuletni kontrakt z Brumbies. W pierwszym zagrał w dwunastu spotkaniach, w drugim zaś z uwagi na kontuzje zaliczył zaledwie jeden. Powrócił następnie do Waratahs, gdzie został mianowany kapitanem na sezon 2012. Z powodu urazów ramienia i mięśni uda zdołał zagrać jedynie w pięciu spotkaniach, czym nie wypełnił zobowiązań kontraktowych, przez co klauzula jego przedłużenia na kolejny rok nie została aktywowana. Dodatkowo w sierpniu tego roku nie przeszedł testów medycznych w występującym w japońskiej Top League klubie Kobelco Steelers i wstępna umowa nie została ostatecznie sfinalizowana.
W marcu 2013 roku podpisał z RC Toulonnais krótkoterminową umowę w zastępstwie za kontuzjowanego Stéphane'a Munoza, a mimo propozycji jej przedłużenia postanowił związać się z występującym w niższej lidze RC Narbonne.

## Kariera reprezentacyjna
W 1999 roku występował w kadrze U-16, a następnie zarówno w stanowej reprezentacji U-18, jak i kadrze Australian Schoolboys w roku 2000. W 2003 roku został powołany do kadry U-21 na mistrzostwa świata w tej kategorii wiekowej. Australijczycy dotarli do finału tych zawodów, ulegając w nim Nowozelandczykom, a Elsom zagrał we wszystkich pięciu spotkaniach zdobywając dziesięć punktów. Również rok później znalazł się w składzie tej reprezentacji na kolejne mistrzostwa świata, tym razem zagrał w dwóch meczach, a jego zespół uplasował się ostatecznie na czwartej pozycji.
W seniorskiej reprezentacji zadebiutował w roku 2005 przeciwko Samoa, pięć lat później osiągając barierę pięćdziesięciu testmeczów, karierę reprezentacyjną kończąc zaś na siedemdziesięciu pięciu, będąc także – od 2009 roku – jej kapitanem. Trzykrotnie zagrał w Pucharze Świata. Podczas Pucharu Świata 2007 wystąpił w czterech meczach, a Australijczycy odpadli z turnieju w ćwierćfinale. Znalazł się – jednak pozbawiony opaski kapitana – w trzydziestce wytypowanej przez Robbie'ego Deansa na Puchar Świata w Rugby 2011, gdzie wystąpił w sześciu z siedmiu spotkań zakończonej brązowym medalem kampanii Wallabies. Wśród sukcesów Elsoma znalazł się także triumf w Pucharze Trzech Narodów 2011 wygranym przez Australijczyków po raz pierwszy od dekady
Trzykrotnie zagrał w barwach Barbarians.

## Varia
- Urodził się w Melbourne, do Queensland przeprowadził się w wieku dziesięciu lat. Miał pięcioro rodzeństwa – siotra Kelly oraz bracia Robert, Sam, Dusty i Rory[3].
- Uczęszczał do Tewantin State School, Noosa District High School, a następnie do Nudgee College[1]
- Od 2013 roku, początkowo w ramach australijskiego konsorcjum, a następnie samodzielnie, sprawował władzę w RC Narbonne. Wprowadził w nim skuteczny, szeroki program restrukturyzacji, prowadzący przede wszystkim do ograniczenia kosztów, mający na celu utrzymanie się na poziomie Pro D2[52][53]. W lipcu 2016 roku z uwagi na straty finansowe i konieczność dofinansowania stracił przewodnictwo i pakiet kontrolny, choć pozostał współwłaścicielem klubu[54][55], w listopadzie tegoż roku natomiast został usunięty z jego władz[56].